# カイゴ
カイゴ（Kygo、本名：Kyrre Gørvell-Dahll、1991年9月11日 - ）は、ノルウェーのプロデューサー、トラックメイカー（ビートメイカー）、作曲家、編曲家の音楽アーティストである。
エド・シーランの「I See Fire」リミックスで SoundCloud 再生回数5500万回を記録したほか、YouTube 動画でも6500万回、さらに「Firestone」に至っては YouTube で7億回、Spotify で5億3000万以上再生された。また、史上最速で Spotify の10億回再生されたアーティストの記録を持つ。

## 来歴
カイゴはシンガポールで生まれた。6歳のときにピアノを習い始め、16歳に本格的に音楽作りをはじめる。そしてスコットランドのヘリオット・ワット大学に進学した。
2014年、「Firestone」でデビュー。その後、ウルトラ・ミュージックと大型契約を交わす。2016年8月には世界的イベントであるリオ五輪閉会式に出演し、世界中の脚光を浴びる。
2017年には「It Aint Me」や「Stargazing」を作曲。またこの年の4月に、世界最大級の音楽フェスティバルの1つである Coachella のステージにて Ariana Grande をゲスト出演させるなど話題を呼んだ。その際、Marvin Gay の「Sexual healing」の remix や Ariana Grande の「No Tears Left To Cry」をプレイした。2018年には Sandro Cavazza との「Happy Now」や One Republic との「Stranger Things」を作曲している。2019年にはホイットニー・ヒューストンとの「Higher Love」をリリースした。
2020年には、アヴィーチーの未完成曲「Forever Yours」をサンドロ・カヴァッツァと共に完成させた。
2020年からCOVID-19が流行しはじめ、ライブやフェスなどが次々中止になっていく中、YouTube や Moment House といったサイトを使い、自宅や雪山でプレイした自身のDJパフォーマンスをオンラインで発信している。
2022年12月現在、自身と同じノルウェー出身の歌手、ヴィクトリア・ネイディーンと交際している。

## ディスコグラフィ

### スタジオ・アルバム
- 『クラウド・ナイン』 - Cloud Nine (2016年)
- 『キッズ・イン・ラヴ』 - Kids in Love (2017年)
- 『ゴールデン・アワー』 - Golden Hour (2020年)
- 『スリル・オブ・ザ・チェイス』 - Thrill of the Chase (2022年)
- 『カイゴ』 - KYGO THE ALBUM (2024年)

### コンピレーション・アルバム
- 『ヒッツ・コレクション 2018 (ジャパン・オンリー・エディション)』 - Kygo Hits Collection 2018 - Japan Only Edition (2018年)